# Dialeto liq'wala
Liq'wala (também chamada Liq̓ʷala) é um dialeto em perigo de extinção da língua kwakʼwala falada pelo povo Laich-kwil-tach da Ilha Vancouver, Colúmbia Britânica, Canadá. 
Em 2017, de acordo com Laurie Lewis, do Comitê de Revitalização da Língua Liq'wala, apenas 12 indivíduos, todos com mais de 70 anos, permanecem fluentes na língua. O jornal Mirror de Campbell River relatou em 2017 que seria feita uma tentativa de ensinar o dialeto por meio de um programa piloto de imersão no idioma Liq'wala:

Lewis diz que eles já têm um programa de mentor-aprendiz onde um idoso fluente trabalha individualmente com um professor qualificado por 300 horas, e entre aquela pessoa idosa e professor, ele está confiante que poderia criar um programa piloto de três anos um programa de imersão total. "Nós só queremos três anos para fazer alguns falantes fluentes para que possamos salvar nossa língua", diz Lewis, "e eu quero ter a conversa sobre como podemos fazer isso. Nós acreditamos que podemos fazer isso.”

## Fonologia
|                  | Bilabial | Alveolar | Alveolar africada | Lateral | Velar | Não arredondada velar | Uvular | Arredondada uvular | Glotal |
| ---------------- | -------- | -------- | ----------------- | ------- | ----- | --------------------- | ------ | ------------------ | ------ |
| Oclusiva sonora  | b        | d        | dᶻ                | λ       | g     | gʷ                    | ǧ      | ǧʷ                 | ʔ      |
| Oclusiva surda   | p        | t        | c                 | ƛ       | k     | kʷ                    | q      | qʷ                 |        |
| Oclusiva ejetiva | p̓        | t̓        | c̓                 | ƛ̓       | k̓     | k̓ʷ                    | q̓      | q̓ʷ                 |        |
| Fricativa        |          |          | s                 | ł       | x     | xʷ                    | x̌      | x̌ʷ                 | h      |
| Nasal sonorante  | m        | n        |                   | l       | y     | w                     |        |                    |        |
| Glotálica        | m̓        | n̓        |                   |         | y̓     | w̓                     |        |                    |        |

|         | Anterior | Central | Posterior |
| ------- | -------- | ------- | --------- |
| Fechada | i        |         | u         |
| Medial  | ē        | e ə     | o         |
| Aberta  |          | a       |           |

## Ortografia
Liq'wala segue uma ortografia baseada na notação fonética americanista e assim varia significativamente da ortografia empregada por outros dialetos de Kwak'wala.

## Revitalização
Em janeiro de 2019, a “School District 72 Campbell River” aprovou uma moção para pilotar um programa de imersão em Liq'wala na Ripple Rock Elementary em Campbell River, BC.